# Brachygobius mekongensis
Brachygobius mekongensis är en fiskart som beskrevs av Helen K. Larson och Chavalit Vidthayanon 2000. Brachygobius mekongensis ingår i släktet Brachygobius och familjen smörbultsfiskar. IUCN kategoriserar arten globalt som livskraftig. Inga underarter finns listade.